# Giuseppe Gaudenzi
Giuseppe Gaudenzi (Cesenatico, 22 de agosto de 1875 – 1966) foi um arquiteto, escultor, pintor, decorador, ilustrador e professor italiano radicado na cidade de Porto Alegre na primeira metade do século XX.

## Biografia

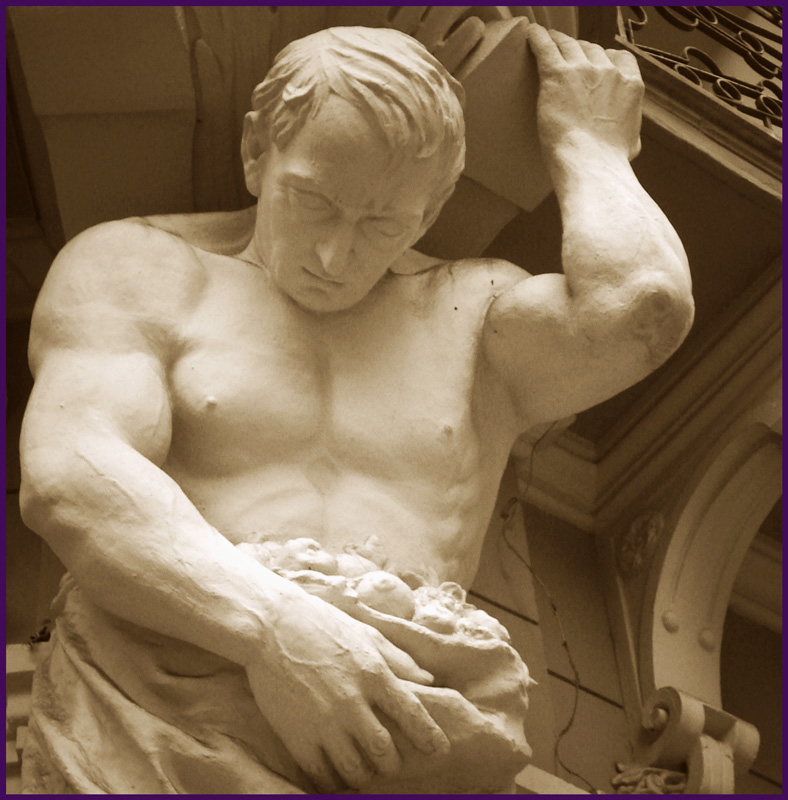
Atlante Jovem, na fachada da Confeitaria Rocco

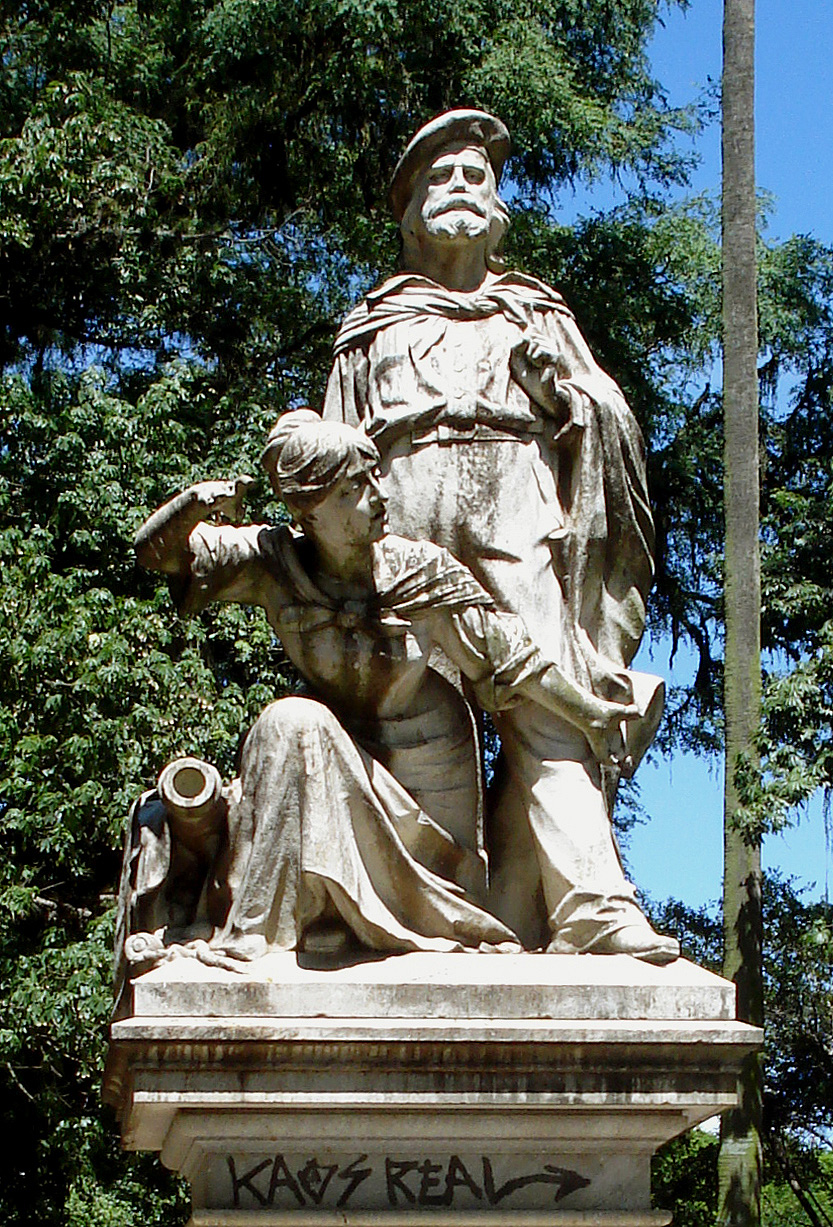
Monumento a Giuseppe e Anita Garibaldi

Nasceu em Cesenatico, na Itália, em 22 de agosto de 1875. Aprendeu seu ofício estudando desenho, arquitetura, pintura e escultura na Escola Industrial de Pesaro e na Academia de Belas Artes de Bolonha. Na Real Academia de Roma aperfeiçoou seus estudos. Foram seus mestres Giuseppe Cellini em pintura, e Ettore Ferrari, na escultura. Em 1905 fez a decoração do Salão de Veneza. Recebeu diversos prêmios na Itália.
Quando dirigia o Instituto Técnico Profissional de Roma, foi apresentado por Pedro Weingärtner a João Lüderitz, professor da Escola de Engenharia de Porto Alegre, que estava na Europa com a missão de recrutar novos mestres. Chegou a Porto Alegre em 1909, instalando um atelier de escultura, e em 1910 formalizou seu contrato com a Escola de Engenharia, passando a lecionar na Instituto Técnico Profissional Benjamin Constant, sendo o seu primeiro professor de modelagem e também dando aulas de desenho, além de colaborar na instalação das oficinas de modelagem e fundição e coordenar as oficinas de modelagem e escultura. Em 1912 lecionava para os 1º, 2º e 3º anos do curso profissional do Instituto Técnico. Provavelmente através dos contatos no Instituto Técnico, em cuja gráfica era impressa a Revista Kodak, editada por um grupo independente de intelectuais, usando o pseudônimo Giga também trabalhou como ilustrador de capas da revista.
Trabalhou principalmente com a criação dos modelos de esculturas, posteriormente fundidas em bronze ou criadas em cimento por outros artífices. Realizou diversos projetos arquitetônicos na capital gaúcha, bem como a decoração para edifícios públicos e privados, como as estátuas do antigo prédio do antigo Colégio Júlio de Castilhos, que já não existe, os atlantes da Confeitaria Rocco, e projetou a decoração do salão de banquetes do segundo pavimento do Palácio Piratini.
Por algum tempo foi um dos administradores da oficina de decoração de João Vicente Friedrichs, projetando interiores, esculturas e mobiliário para a Biblioteca Pública, o Cristo Suplicante para o jazigo da família Bastian, assim como diversos bustos e medalhões. Projetou o Monumento à Liberdade de Santa Cruz do Sul, executado pela oficina de Friedrichs e inaugurado em 7 de setembro de 1924, e estátuas de ninfas e do Netuno para o Château d'Eau em Cachoeira do Sul, também executadas pela oficina Friedrichs, inaugurado em 1925.
Associado a Alfred Adloff, outro antigo membro da oficina Friedrichs, na década de 1920 fundou o ateliê Gaudenzi & Adloff, projetando diversos monumentos e mausoléus, destacando-se o de Saturnino Mathias Velho no Cemitério São Miguel e Almas, um dos mais emblemáticos do local e uma referência na arte funerária do estado. De concepção ousada para a época, ao apresentar o projeto no Salão de Outono de 1925, recebeu críticas no Diário de Notícias por ser considerado "de uma execução por assim dizer impraticável, e seus motivos simbólicos tratados de tal forma que mais parece que deviam ser pintados que esculpidos".
Na visão do crítico Paulo Gomes, Gaudenzi foi uma "personalidade influente e de destaque na vida artística e cultural da cidade". Foi um ativo membro da comunidade italiana na capital e participou de várias atividades culturais com conotações políticas. Segundo Arnoldo Doberstein, Gaudenzi foi um dos artistas estrangeiros que mais rapidamente se integrou nos círculos da intelectualidade local, e para Regina Zimmermann Guilherme, "Gaudenzi parece ter sido bem articulado socialmente, sabendo cultivar suas redes sociais, o que não era incomum aos italianos que tinham em suas redes de relacionamento estratégias para a inserção e manutenção em seus locais de destino".
Em 1911 esteve presente em um cortejo marítimo que recepcionou os deputados João Simplício de Carvalho e Diogo Fortuna, em 20 de setembro de 1912 participou das festividades organizadas para homenagear a presença italiana no estado e afirmar sua integração à comunidade brasileira, em 1913 era membro da diretoria do Centro Artístico e no mesmo ano esculpiu as estátuas em mármore do Monumento a Giuseppe e Anita Garibaldi oferecido pela comunidade italiana, e participou de uma comissão de seleção do projeto para um monumento ao Barão do Rio Branco, em 1914 participou da comissão que avaliou a proposta apresentada ao governo do Estado pelo pintor Lucílio de Albuquerque para a execução de uma tela evocando notáveis feitos da Revolução Farroupilha, em 1917 foi um dos italianos que ofereceram ao cônsul italiano um banquete de despedida no Clube do Comércio, ainda em 1917 participou da comissão de seleção do projeto de uma herma para o Barão de Santo Ângelo. Em 1918 foi encarregado de desenhar os diplomas da Exposição Industrial organizada pela Sociedade Carnavalesca Gondoleiros, em 1920 fez parte do júri que escolheria o projeto de um monumento em homenagem aos heróis da Revolução Farroupilha e de um panteão aos riograndenses notáveis, em 1921 participou do Comitê Italo-Brasileiro, criado para promover as comemorações do sexto centenário de Dante Alighieri, e em 1927 construiu o mausoléu do coronel Afonso Emílio Massot, patrono da Brigada Militar.
Foi o primeiro professor de desenho do importante pintor gaúcho João Fahrion, e também foi mestre do arquiteto Vitorino Zani. No fim da vida radicou-se na Ilha do Governador, no Rio de Janeiro, onde se dedicou à prática da aquarela.